# Gonario Nieddu
Gonario Nieddu (Mamoiada, 20 maggio 1956) è un politico italiano.

## Biografia
Nato in Sardegna, dal 1969 vive in Toscana dove ha una carrozzeria per veicoli industriali. Dal 1995 è stato presidente regionale della Cna Toscana, mentre nel 1997 diventa presidente nazionale della Confederazione nazionale dell'artigianato.
Nel 2001 viene candidato alla Camera dei deputati dai Democratici di Sinistra ed è eletto deputato. A Montecitorio è membro della Commissione Attività Produttive, Commercio e Turismo. Nella primavera 2006 è candidato dai DS al Senato, ma non viene eletto.
Dal giugno 2006 al gennaio 2007 è stato consigliere d'amministrazione di AnsaldoBreda.
Dal 2010 lavora alla segreteria del gruppo consiliare del Partito Democratico presso la Regione Toscana.